# Basketball-Bundesliga Bester deutscher Nachwuchsspieler
Il Basketball-Bundesliga Bester deutscher Nachwuchsspieler è il premio conferito dalla Basketball-Bundesliga al miglior giocatore tedesco under-22 durante la stagione regolare. Fino alla stagione 2009-2010 il premio veniva conferito al miglior esordiente nel campionato.

## Vincitori
| Stagione  | Nazionalità   | Giocatore          | Squadra                       |
| --------- | ------------- | ------------------ | ----------------------------- |
| 2004-2005 | Stati Uniti   | Koko Archibong     | GHP Bamberg                   |
| 2005-2006 | Slovacchia    | Anton Gavel        | Gießen 46ers                  |
| 2006-2007 | Germania      | Nicolai Simon      | ALBA Berlino                  |
| 2007-2008 | Germania      | Philipp Schwethelm | Köln 99ers                    |
| 2008-2009 | Germania      | Per Günther        | ratiopharm Ulm                |
| 2009-2010 | Germania      | Tibor Pleiß        | Brose Bamberg                 |
| 2010-2011 | Germania      | Tibor Pleiß (2)    | Brose Bamberg                 |
| 2011-2012 | Germania      | Maik Zirbes        | TBB Trier                     |
| 2012-2013 | Germania      | Dennis Schröder    | Phantoms Braunschweig         |
| 2013-2014 | Germania      | Daniel Theis       | ratiopharm Ulm                |
| 2014-2015 | Germania      | Johannes Voigtmann | Skyliners Frankfurt           |
| 2015-2016 | Germania      | Paul Zipser        | Bayern Monaco                 |
| 2016-2017 | Germania      | İsmet Akpınar      | ALBA Berlino                  |
| 2017-2018 | Germania      | Andreas Obst       | Oettinger Rockets             |
| 2018-2019 | Germania      | Franz Wagner       | ALBA Berlino                  |
| 2019-2020 | Non assegnato | Non assegnato      | Non assegnato                 |
| 2020-2021 | Germania      | Justus Hollatz     | Hamburg Towers                |
| 2021-2022 | Germania      | Justus Hollatz (2) | Hamburg Towers                |
| 2022-2023 | Germania      | Malte Delow        | ALBA Berlino                  |
| 2023-2024 | Germania      | Johann Grünloh     | RASTA Vechta                  |
| 2024-2025 | Germania      | Sananda Fru        | Basketball Löwen Braunschweig |